# Fort de Souville
 (juillet 2014).
Si vous disposez d'ouvrages ou d'articles de référence ou si vous connaissez des sites web de qualité traitant du thème abordé ici, merci de compléter l'article en donnant les références utiles à sa vérifiabilité et en les liant à la section « Notes et références ».
Le fort de Souville, appelé brièvement fort Lemoine, est un des forts de la place fortifiée de Verdun, situé sur la commune de Fleury-devant-Douaumont. Construit à partir de 1876 à 396 m d'altitude, c'est un fort de première génération, dont les dessus et environs ont servi de champs de bataille lors de la bataille de Verdun en 1916, durant la Première Guerre mondiale.

## Position du fort
Le fort fait partie de la ceinture intérieure de la place de Verdun, qui compte deux ceintures de forts, et il en est l'un des plus connus.
Le capitaine Gustave de la Taille, officier du génie constructeur de ce fort, lui donne le nom de Souville, un hameau d'un village du Loiret dénommé Yèvre-la-Ville, où repose depuis 1319 son ancêtre Bertrand de la Taille, écuyer du seigneur de Souville.

Au nord-est de la place, plus précisément au sud du fort de Douaumont et au sud-ouest du fort de Vaux, il servait de poste de commandement à ce secteur, avec le central téléphonique.

## Description du fort
Il s'agit d'un des premiers forts Séré de Rivières, soit une construction en maçonnerie (moellons calcaire) recouverte d'amas de terre. Datant de 1875-1879, le fort a été modifié en 1888-1890 par le creusement d'abris souterrains et la protection sous du béton du magasin à poudre.
La garnison prévue était de 326 hommes et de 32 pièces d'artillerie, flanquement compris. Il serait vain de chercher un hameau de ce nom dans les environs. En fait et assez curieusement, le toponyme de Souville se réfère au village natal de l'officier ayant dessiné les plans du fort, Gustave de la Taille.
Une tourelle pour deux canons de 155 mm (modèle Bussière) a été installée en 1890-1891 à 120 mètres à l'ouest du fort.
Par le décret du 21 janvier 1887, le ministre de la Guerre Georges Boulanger renomme tous les forts, batteries et casernes avec les noms d'anciens chefs militaires. Pour le fort de Souville, son « nom Boulanger » est en référence au général Louis Lemoine. Le nouveau nom est gravé au fronton de l'entrée. Dès le 13 octobre 1887, le successeur de Boulanger au ministère, Théophile Ferron, abroge le décret. Le fort reprend officiellement son nom précédent, tout en gardant le nom Boulanger à son fronton.

## Tentatives de liaison entre le fort de Vaux et le fort de Souville en juin 1916
Dans le cadre de l’attaque sur Verdun en février 1916, le fort de Vaux, sur la ligne de front, oppose une très vive résistance aux attaques allemandes. Le 4 juin, au plus fort du siège, n’ayant plus de pigeons voyageurs, les télégraphistes du fort essaient d’établir une liaison par optique avec le fort de Souville, ainsi que d’autres points de l’horizon, mais ces tentatives restent vain en raison des bombardements ne permettant pas d’avoir une ligne de vue, sans compter les nuages de poussière des impacts.
L’officier commandant le fort de Vaux, le colonel Raynal, raconte dans son journal des combats qu’il envoya deux sapeurs télégraphistes (Wissous et Juge) d’abord au fort de Tavannes pour mettre le commandant de la division au courant de la situation – et notamment qu’il n’y avait plus d’eau - puis à Souville pour essayer d’établir une liaison optique. Après un départ périlleux du fort, le colonel Raynal indique que les deux hommes réussirent à atteindre Souville, ainsi qu’en témoigna un échange optique, permettant de demander de l’aide pour dégager l’étreinte sur le fort de Vaux.
Raynal signale « Nous sommes à tout extrémité », ce qui à quoi Souville répondit « Courage, nous attaquerons bientôt. ».
Le 5 juin, un obus éclate devant l’ouverture où est disposée la lanterne optique, tuant trois hommes, et limitant encore plus toute communication ultérieure.
Une tentative de contre-attaque française avec appui d’artillerie échoue le 6 juin. Le fort de Souville ne répond plus, les communications optiques pouvant être recueillies par l’ennemi sur le dessus du fort. Le colonel Raynal ne recevra pas les deux derniers messages qui lui étaient transmis, l’un de Joffre « Le général commandant en chef adresse au commandant du fort de Vaux, au commandant la garnison ainsi qu’à leurs tropes, l’expression de sa satisfaction pour leur magnifique défense contre les assauts répétés de l’ennemi. » et l’autre l’annonce de son élévation au grade de commandeur de la Légion d’honneur.
Le 7 juin, le colonel envoie un dernier message et décide de se rendre à l’armée allemande avec ses hommes.

## Combats de juillet 1916

### Déroulement

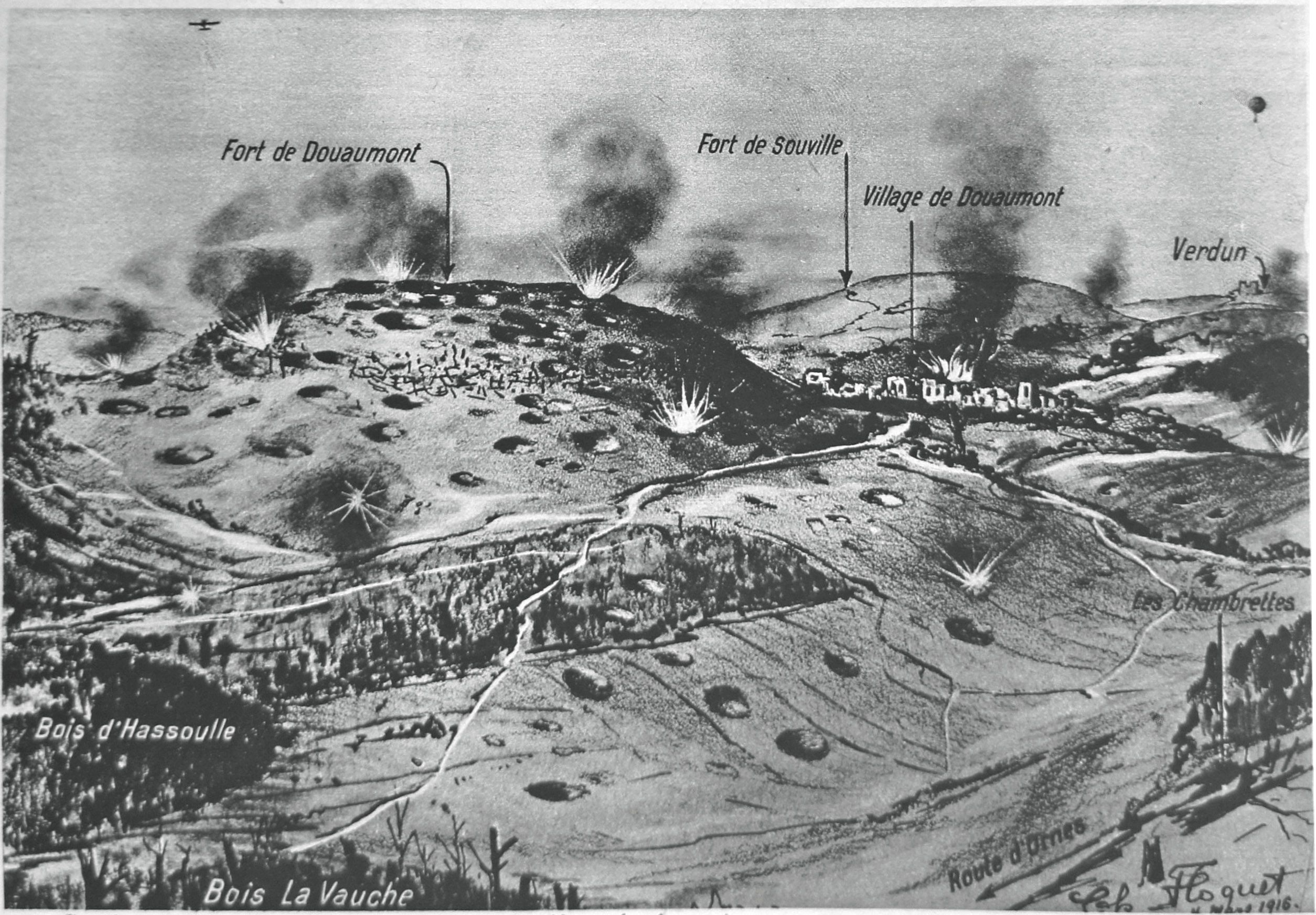
Illustration montrant les combats autour de Verdun, Souville et Douaumont, Le Miroir, 1916.

Le 11 juillet 1916, les gardes bavarois lancent un assaut sur le village de Fleury et tentent de percer vers le fort de Souville.
Le secteur de Fleury est tenu par la 128e division française du général Riberpray. La 255e brigade du colonel Coquelin de Lisle (167e et  168e régiments d'infanterie) est en première ligne ; le 168e occupe les positions avancées, le 167e est déployé derrière lui, jusqu'au 6 juillet, date à laquelle les deux régiments intervertissent leurs positions.
Le 9 juillet, les positions du 167e régiment d'infanterie sont pilonnées par l'artillerie allemande avec des obus explosifs et des obus à gaz.
Dans la nuit du 10 au 11 juillet, un officier allemand est fait prisonnier par le 167e régiment d'infanterie. Son interrogatoire révèle que l'assaut est prévu pour le lendemain.
Le 11 juillet, à 5 heures, un violent bombardement a lieu sur les lignes françaises, puis un assaut par les fantassins du 140e régiment d'infanterie allemand. À 5 h 42, les gardes bavarois se lancent à l'assaut, lance-flammes en tête. Ils pénètrent dans les lignes adverses avant que les Français n'aient eu le temps de réagir. Un furieux corps à corps s'engage, à la grenade et à la baïonnette.

À 6 heures, le colonel Coquelin de Lisle envoie par pigeon voyageur le message suivant : 
« La situation de la 255e brigade devant Fleury est très grave, à la suite de bombardements au gaz et des attaques ennemies, toutes ont été repoussées, le moral est très élevé, mais les hommes sont épuisés. Je demande un puissant soutien d'artillerie, 100 fusées rouges et 100 fusées blanches. L'attaque principale semble être située entre la gare et le village de Fleury. »
 Peu après, les gaz et les fumées du barrage allemand interrompent toutes les communications par héliographe avec le fort de Souville.
À 6 h 50, les Allemands se rapprochent du quartier général de la brigade. Ordre est donné de brûler tous les documents confidentiels. Le colonel Coquelin de Lisle s'empare d'un fusil et combat aux côtés de ses hommes.
Le 140e régiment de Prusse-Orientale, dont la mission est de prendre le fort de Souville, ne parvient pas à percer les lignes françaises. Les Bavarois prennent d'assaut le sud de Fleury et progressent jusqu'au fort de Souville mais les feux intenses de l'artillerie française infligent à la compagnie allemande de tête plus de 50 % de pertes et l'attaque n'aboutit pas. Un obus anéantit les mitrailleuses du bataillon Ménétrier. Leur perte est critique car elles tenaient une position clé entre les bataillons Ménétrier et Gérard. Les Allemands s'engouffrent dans la brèche. La compagnie de droite de Ménétrier est anéantie, tous ses officiers sont tués ou blessés. Les Allemands pénètrent jusqu'au quartier général du colonel Coquelin de Lisle, lequel est tué au combat.
Dans la soirée, le 169e et le 100e régiments d'infanterie français font mouvement vers « le ravin de la Dame » (pendant la bataille ce secteur fut baptisé « le ravin de la Mort »). Le 100e régiment avance en tête, les 2e et 3e bataillons ouvrant la marche tandis que le 1er bataillon est en réserve. Ils refoulent des éléments des gardes bavarois qui ont franchi la voie ferrée et font 80 prisonniers. Dans la nuit, un furieux bombardement allemand s'abat sur le « ravin de la Mort » ou le 1er bataillon du 100e régiment d'infanterie s'est avancé pour soutenir le 2e bataillon du 100e régiment. La plupart des soldats sont tués, ainsi que leur chef, le commandant Forlet.

### Régiments en ligne
Allemands :
- Régiment d'infanterie de la garde bavaroise : 3 bataillons
- 140e régiment d'infanterie de Prusse-Orientale : 3 bataillons

Français :
- QG de la 255e brigade d'infanterie (et dépôt de munitions)
- 167e régiment d'infanterie :
  - Bataillon Gérard (1er bataillon)
  - Bataillon Lebrun (2e bataillon)
  - Bataillon Ménétrier (3e bataillon)
- 100e régiment d'infanterie :
  - 2 bataillons

### Illustrations
Parmi les photographes et peintres de ces événements, François Flameng, peintre officiel des armées, a illustré avec de nombreux croquis et dessins parus dans la revue L'Illustration les événements du fort de Souville.

## État actuel
Propriété du ministère de la Transition écologique, le fort de Souville est interdit d'accès en raison de sa dangerosité. Seules les abords sont visitables et intégrés dans des parcours balisés.

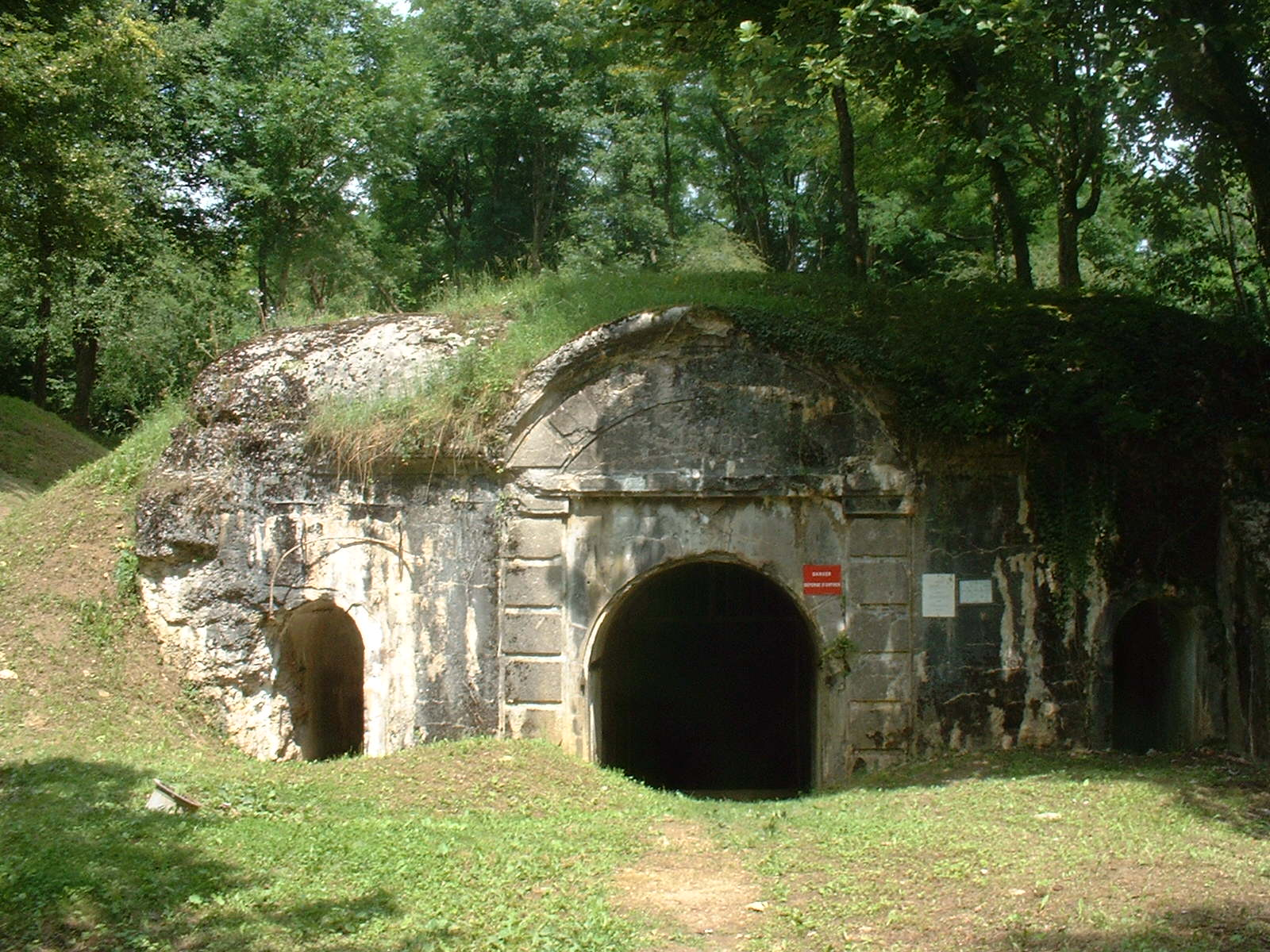
Accès à la tourelle Bussière armée de deux canons de 155 long.
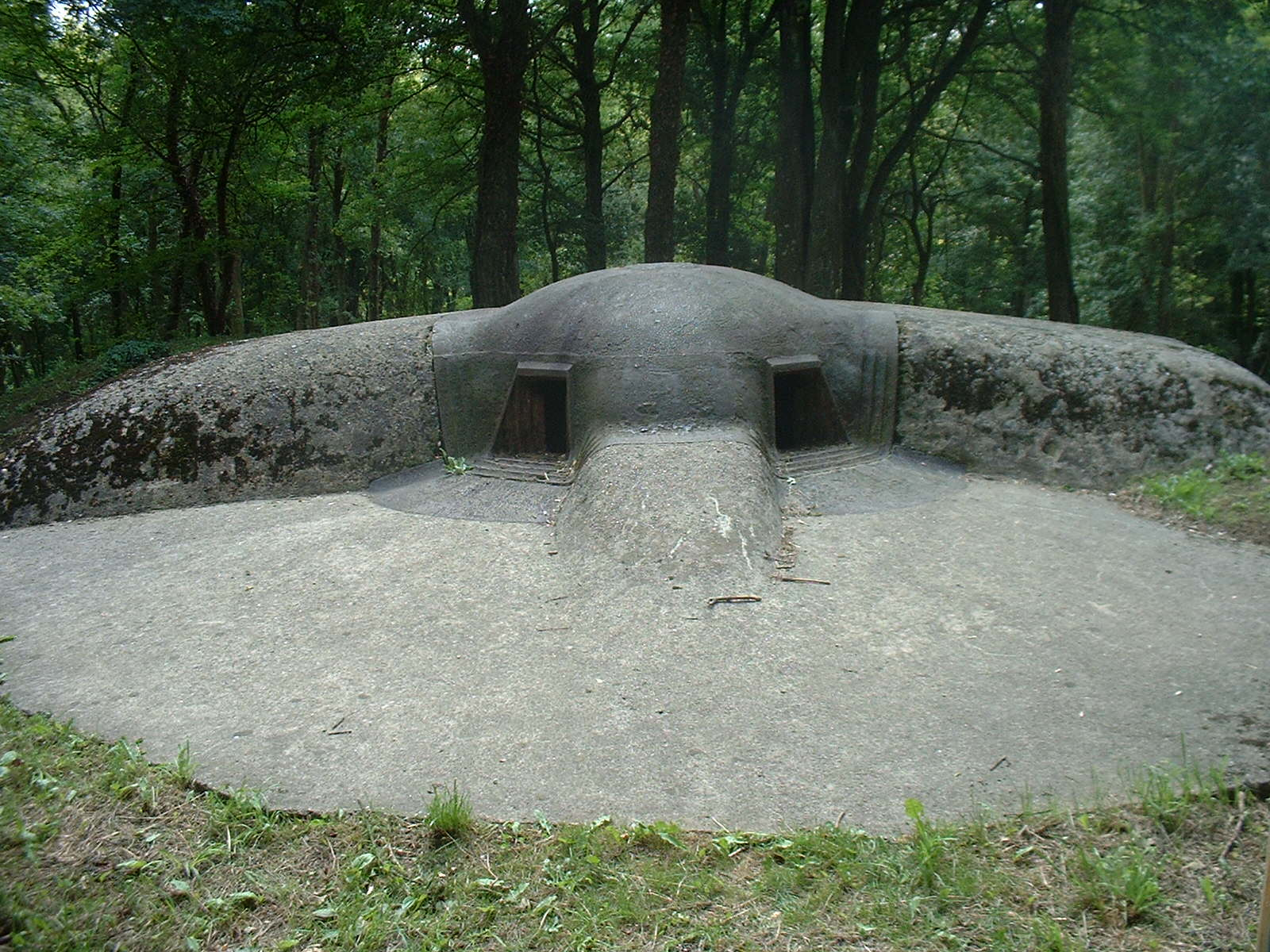
Casemate Pamart construite en 1917/1918.
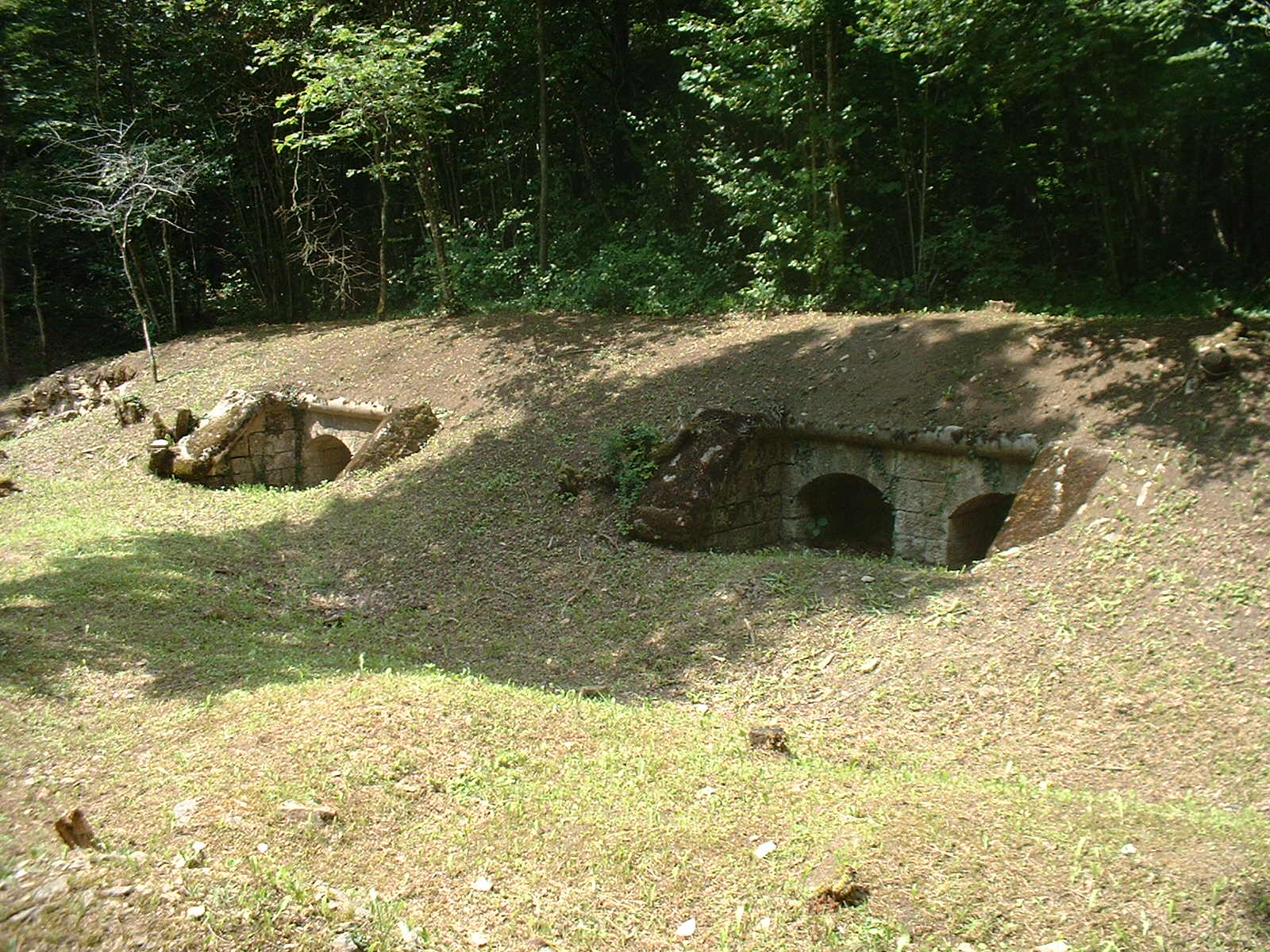
Niches à munitions d'une batterie à proximité du fort.
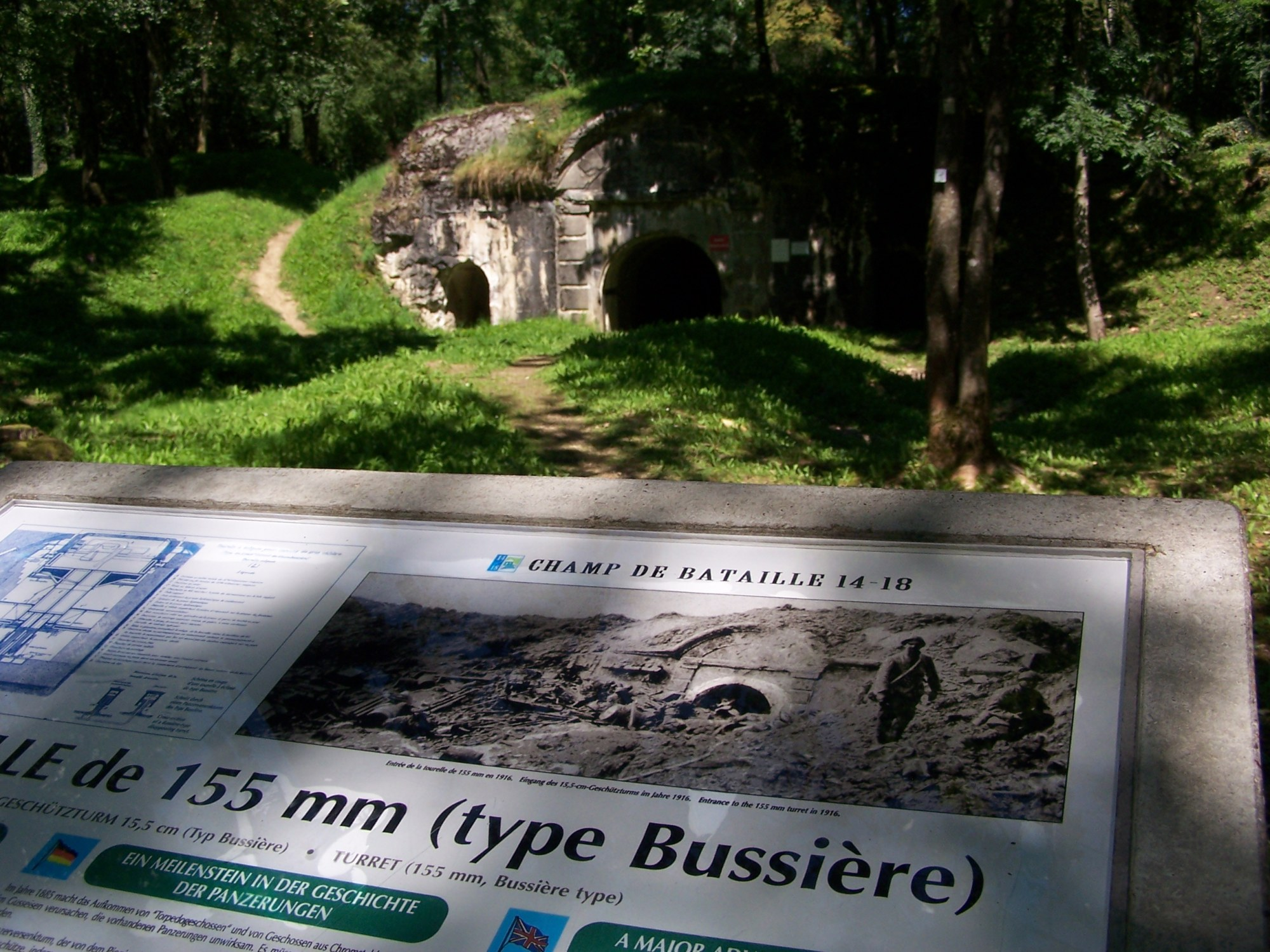
Accès et explicatif sur la tourelle Bussière sur un panneau touristique.